# Famille von Rehbinder
La famille von Rehbinder est une famille de la noblesse immémoriale allemande originaire de Westphalie qui s’installa en Livonie au XVe siècle et dont certaines branches se russifièrent lorsque la région entra dans l’Empire russe au XVIIIe siècle.
Ils reçoivent le titre de baron suédois au XVIIe siècle et de comte du Saint-Empire en 1787, puis de comte finlandais en 1826.

## Historique
Les Rehbinder s’installent en Livonie au XVe siècle, après que Joannes Rehbinder fut inféodé avec le manoir de Rusche (près de Rosite) par l'ordre Teutonique le 19 février 1456, confirmé à Berndt Rebynnder le 7 juillet 1519 à Wenden. Son parent Gottschalck Rehbinder est admis à la chevalerie de la Courlande le 17 octobre.
Le colonel royal Heinrich von Rehbinder (1604-1680), issu de la ligne Uddrich, est devenu membre  de l'assemblée de la noblesse suédoise Riddarhuset) le 11 août 1668, sous le règne de Charles XI de Suède, et il reçoit le titre de baron. Son petit-fils Bernhard Otto von Rehbinder (1662-1742) est maréchal du royaume de Sardaigne. Son arrière-petit-fils, Otto Magnus von Rehbinder (1728-1792) reçoit de l'empereur Joseph II le titre de comte du Saint-Empire (Reichsgraf) le 22 juillet 1787 à Vienne.
Ils sont faits comtes dans le grand-duché de Finlande en 1826 et sont inscrits aux registres de la noblesse des gouvernements de Livonie, d’Estland et de Courlande, ainsi que dans les livres de la noblesse de Vladimir, Kalouga, Koursk, Moscou, Nijni Novgorod, Penza et Saratov.
Leurs descendants, de confession orthodoxe pour la plupart, se sont installés en France, après la révolution de 1917.

## Personnalités

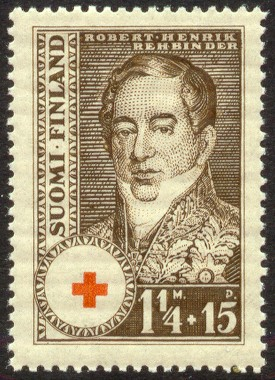
Timbre de Finlande à l’effigie de Robert Heinrich von Rehbinder (1936)

- Heinrich von Rehbinder (1604-1680) gouverneur de Finlande, alors sous domination suédoise, propriétaire du domaine d’Uddrich en Livonie suédoise, reçoit le titre de baron suédois, le 12 février 1680.
- Otto von Rehbinder (1640-1710), fils du précédent, commandant de la forteresse de Reval
- Gustav Magnus von Rehbinder (1673-1734), fils du précédent, seigneur d’Uddrich
- Otto Magnus von Rehbinder (1727-1792), fils du précédent, chambellan à la cour de Saxe-Weimar
- Reinhold Johann von Rehbinder (1733-1792) (en russe Ivan Mikhaïlovitch Rehbinder) gouverneur militaire de Nijni Novgorod
- Karl Friedrich von Rehbinder (1764-1841), propriétaire terrien, chambellan à la cour de Saxe-Weimar, élevé au titre de comte par Joseph II,
- Robert Heinrich von Rehbinder (1777-1841) secrétaire d’État du grand-duché de Finlande, reçoit le titre de comte de la part de l’empereur Nicolas Ier de Russie en 1826, dans les registres de la noblesse du grand-duché.
- Hans Wilhelm von Rehbinder (-1749) représentant de l’Empire russe à Dantzig
- Magnus Woldemar von Rehbinder (Maxime Vladimirovitch Rehbinder en russe) (1759-1804) général de l’armée impériale russe
- Otto Carl von Rehbinder (1797-1873), gouverneur de Tavastehus, dans le grand-duché de Finlande
- Alexandre Alexeevitch Rehbinder (1826-1913), général d'infanterie et aide de camp de Sa Majesté, descendant direct du Maréchal Mikhaïl Koutouzov [1],[2]
- Arno von Rehbinder (1879-1957), homme politique allemand, membre du Zentrum
- Piotr Rehbinder (1898-1972), physico-chimiste soviétique, académicien de l’académie des sciences d’URSS

## Domaines

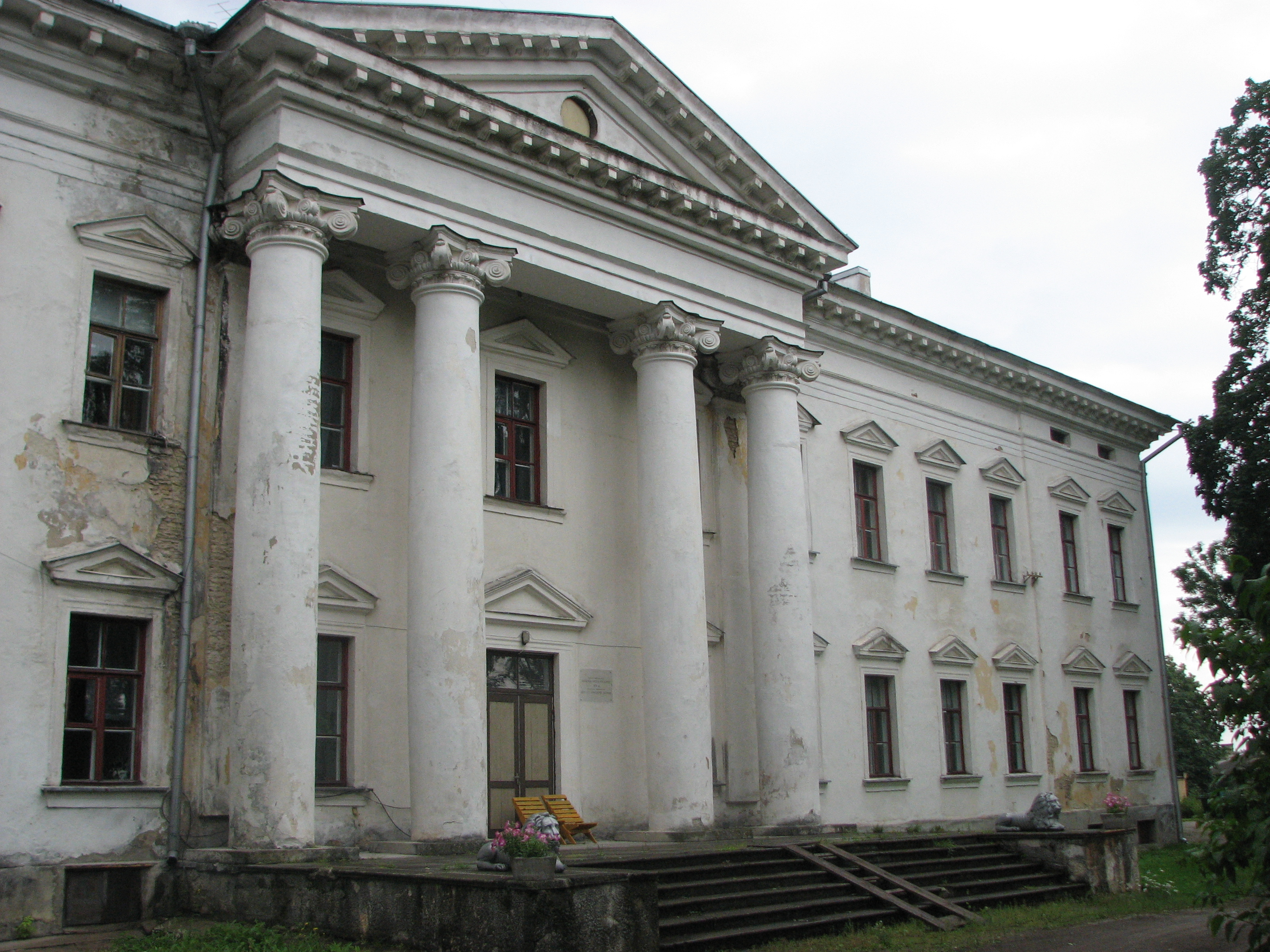
Vue du château d’Uddrich

- Manoir de Bremerfeld (aujourd’hui Prääma en Estonie)
- Château d'Herküll (aujourd’hui Härgla en Estonie)
- Manoir de Jelgimeggi (aujourd’hui Jälgimäe en Estonie)
- Manoir de Kerrafer (aujourd’hui Käravete en Estonie)
- Manoir de Kotzum (aujourd'hui Kodasoo en Estonie)
- Manoir de Löwenwolde (aujourd'hui Liigvalla en Estonie)
- Domaine de Machters (aujourd’hui Mahtra en Estonie)
- Château de Buxhoewden (aujourd’hui Neeruti en Estonie)
- Domaine de Mönnikorb (aujourd’hui Imastu en Estonie)
- Manoir de Sack (aujourd’hui Saku en Estonie)
- Château d’Uddrich (aujourd’hui Udriku en Estonie)
- Manoir de Perttula (à Hämeenlinna en Finlande)